# Kluczbork
Kluczbork (germană Kreuzburg) este un oraș în Polonia.